# Notonemouridae
Famille
Les Notonemouridae Ricker, 1950 sont des plécoptères Arctoperlaria dont on connaît 23 genres actuels et plus de 100 espèces.

## Classification
Notonemouridae Ricker, 1950
- Afronemoura Illies, 1980
- Aphanicerca Tillyard, 1931
- Aphanicercella Tillyard, 1931
- Aphanicercopsis Barnard, 1934
- Austrocerca Illies, 1975
- Austrocercella Illies, 1975
- Austrocercoides Illies, 1975
- Austronemoura Aubert, 1960
- Balinskycercella Stevens & Picker, 1995
- Cristaperla McLellan, 1973
- Desmonemoura Tillyard, 1931
- Halticoperla McLellan & Winterbourn, 1968
- Kimminsoperla Illies, 1961
- Madenemura Paulian, 1949
- Neofulla Claassen, 1936
- Neonemura Navás, 1920
- Notonemoura Tillyard, 1923
- Otehiwi McLellan, 2003
- Spaniocerca Tillyard, 1923
- Spaniocercoides Kimmins, 1938
- Tasmanocerca Illies, 1975
- Tsaranemura Paulian, 1951
- Udamocercia Enderlein, 1909
- †Mesoleuctroides Sinitshenkova, 1985 (fossiles)